# Grand séminaire de Luçon
 (février 2025).
Le Grand séminaire de Luçon, érigé autrefois en collège nommé « Institution Richelieu » puis transformé en séminaire, est établi à Luçon, dans le département de la Vendée.

## Description
Le dispositif général de l'édifice s'inscrit dans une régularité manifeste. Le projet initial avait envisagé un agencement symétrique en forme de H mais l'aile nord-ouest, bien que projetée, n'a jamais été réalisée. La chapelle, quant à elle, adopte un plan en croix latine à nef unique, où s'élèvent des voûtes d’ogives d'une exécution soignée. Seul le corps de bâtiment principal s'élève sur deux niveaux carrés, les constructions attenantes se limitant à un unique étage.
Les murs sont édifiés en moellons de calcaire enduits, à l'exception notable de la façade de la chapelle, laquelle se distingue par son appareillage en pierre de taille, témoignage d'une recherche architecturale plus élaborée. Toutes les couvertures, réalisées en ardoise, s’organisent en longs pans surmontés de pignons découverts, à l'exception de celle couvrant le chœur de la chapelle, qui adopte la forme d'une croupe polygonale, ajoutant une note d'élégance singulière à l'ensemble.
Les façades se révèlent diversement traitées selon les édifices : celles de la chapelle et du pavillon d'entrée, dépourvues de travées, présentent une ordonnance plus stricte, tandis que celles du bâtiment principal et des structures secondaires s'ordonnent en travées régulières.

## Histoire
Le collège Richelieu est fondé en 1850 par Jacques-Marie-Joseph Baillès, évêque de Luçon, alors qu'en parallèle se vote la loi Falloux, permettant l'enseignement libre. Pour concrétiser son projet, il choisit l'architecte parisien Émile Boeswillwald, avec lequel il collabore sur des travaux à la cathédrale, où ce dernier officie en tant qu'architecte diocésain. Bien qu'aucun des plans originaux ou documents relatifs au projet n'ait été conservé, la paternité de l'architecte demeure assurée, notamment grâce au texte du marché passé en 1851, où il est explicitement fait mention des plans de M. Boeswillwald. La tradition veut que l'architecte se soit inspiré du collège d'Oscott, proche de Birmingham, conçu par Augustus Pugin en 1838, bien que les relations architecturales entre ces deux édifices soient d'ordre général. Ultérieurement, cette institution a évolué pour devenir le grand séminaire.
La construction du collège débute en 1851 et l'institution Richelieu ouvre ses portes en 1856. Toutefois, des retards surviennent dans la finalisation des travaux, en raison de contraintes financières, ce qui entraîne un manque d'équipements essentiels tels que des portes, des lits et une partie du mobilier. Les cours sont assurés par la congrégation des eudistes jusqu'en 1878, puis par des prêtres diocésains. Cependant, des difficultés surgissent, notamment en raison du nombre insuffisant d'enseignants par rapport au nombre d'élèves.
Une seconde campagne de travaux débute en 1869 sous l'épiscopat de Charles Théodore Colet. Elle se limite essentiellement à la construction de l'aile du réfectoire, située à l'est de la seconde cour. En 1880, sous l'épiscopat de Nicolas-Clovis-Joseph Catteau, commencent les travaux de la chapelle, conçue par l'architecte départemental Victor Clair et l'entrepreneur luçonnais Henri Hibert. Les premiers plans, datés de 1877, sont révisés et simplifiés avant la pose de la première pierre le 22 juin 1880. La bénédiction de l'édifice a lieu le 23 mai 1882. Le mobilier de la chapelle a été complété par des œuvres notables, telles que le maître-autel (réalisé en 1887 par les sculpteurs angevins Henri Chapeau et Belouin) et le tympan orné de l'Atelier de Joseph, sculpté par Henri Renaud en 1899.
Le collège fonctionne normalement jusqu'à l'adoption de la loi de séparation des Églises et de l'État, le 9 décembre 1905, qui a entraîné sa fermeture. En 1912, les bâtiments sont cédés à la ville de Luçon qui a envisagé, sans succès, de les vendre pour financer la construction d'une école supérieure de jeunes filles.
Le 19 mai 1914, des catholiques rachètent l'évêché et le collège Richelieu. Cependant, un nouveau problème surgit : en 1908, le ministre de la Guerre avait prévu la création d'un hôpital temporaire dans certaines parties du collège, qui a fonctionné jusqu'à la fin de la guerre.
Après 63 années de service, la décision a été prise de transférer le collège Richelieu à La Roche-sur-Yon. Le grand séminaire ouvre ses portes à cet endroit en 1921 et y demeure jusqu'à sa fermeture définitive en 1972. Depuis 1989, seule l'aile Est est encore en activité, ayant été restaurée pour accueillir l'école des Établières. Cette partie du grand séminaire est désormais la seule propriété de la ville, ayant été revendue lorsque les Établières ont réduit leurs activités.
La cessation d'activité du séminaire a laissé 6 000 m2 de bâtiments et 25 000 m2 de terrain à l'abandon. Ces propriétés, relevant de la municipalité pendant de nombreuses années, ont constitué un fardeau trop lourd à supporter pour la commune. Aussi, celle-ci a transféré la responsabilité du terrain à un groupe financier en 2007, sur la base de promesses diverses telles que la transformation du bâtiment en un établissement hôtelier haut de gamme et l'adaptation de la chapelle, désacralisée, en un lieu de spectacles. Cependant, ces plans ont été compromis par la déclaration de faillite du groupe.
Devenu propriété privée par la suite, le bâtiment a été complètement délaissé, laissant l'édifice exposé aux dégradations par les actes de vandalisme. Portes et fenêtres ont été détruites, les vitraux et les statues brisés, les murs couverts de graffitis et de tags variés.

## Valorisation du patrimoine
Le 19 décembre 2013, le grand séminaire a été mis en vente par le tribunal de commerce de Nanterre et a été acquis par la famille Palardy. Le projet initial incluait la transformation d'une partie en salles de réception et spectacles, avec des chambres à l'étage, tandis qu'une autre aile devait être ultérieurement aménagée en résidence pour personnes âgées. Les opérations de nettoyage et de rénovation ont débuté, suivies d'une journée portes ouvertes le 3 juin 2018, donnant l'occasion aux résidents de Luçon et à leurs voisins de découvrir le patrimoine local. Les projets ont rencontré des obstacles récurrents, entraînant un arrêt apparent des travaux de restauration.

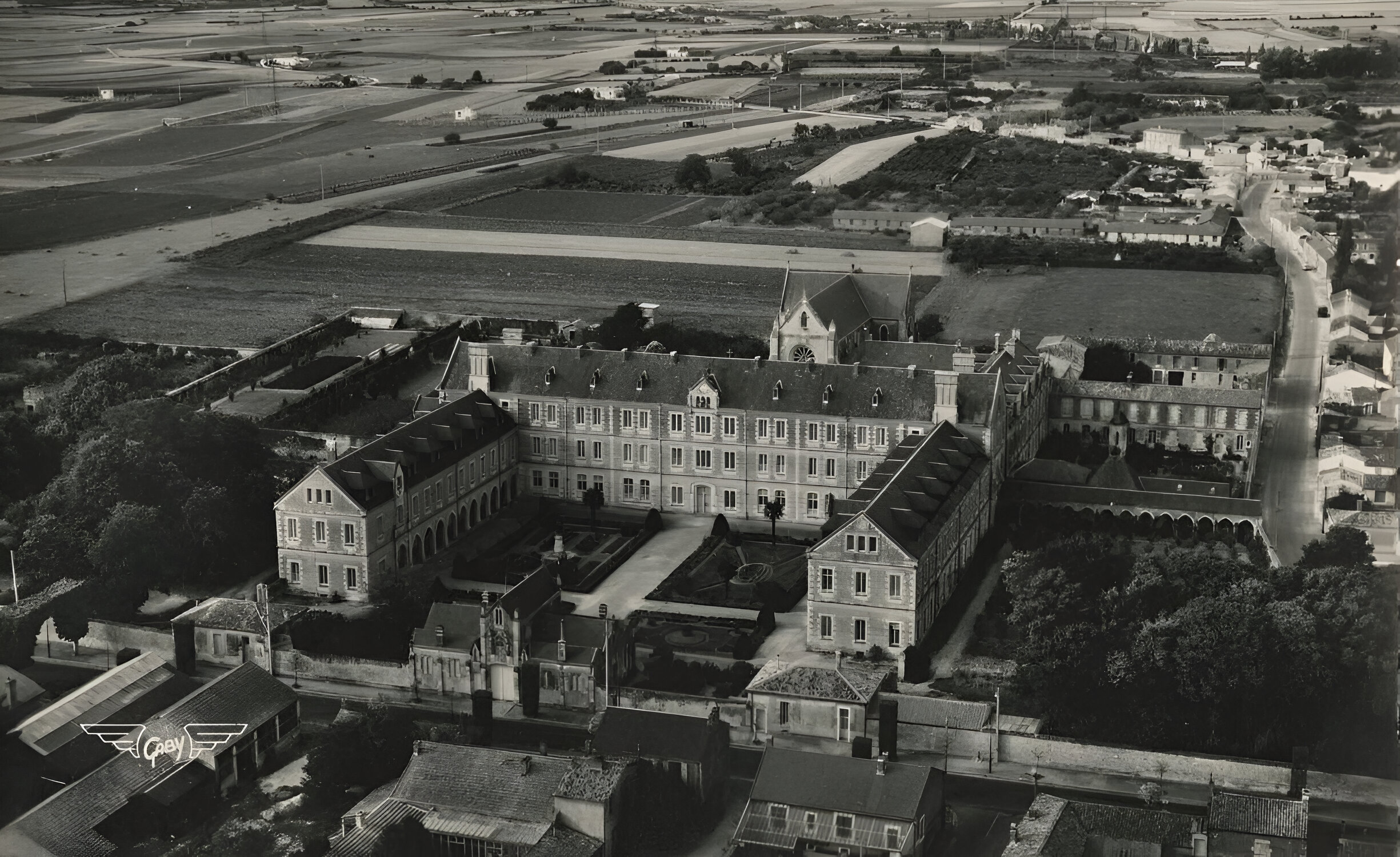
Vue aérienne du grand séminaire dans les années 1950.
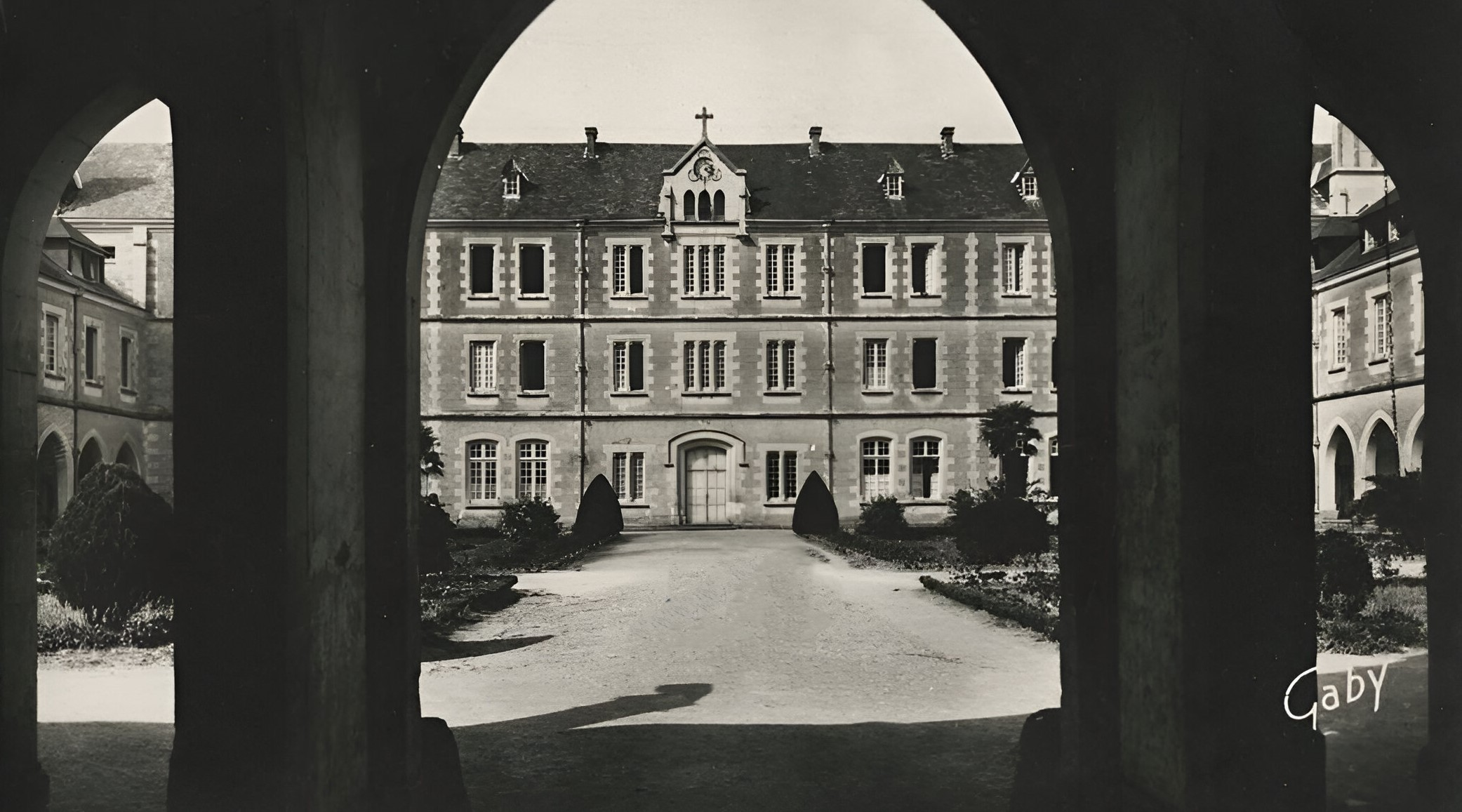
Cour d'honneur du grand séminaire.
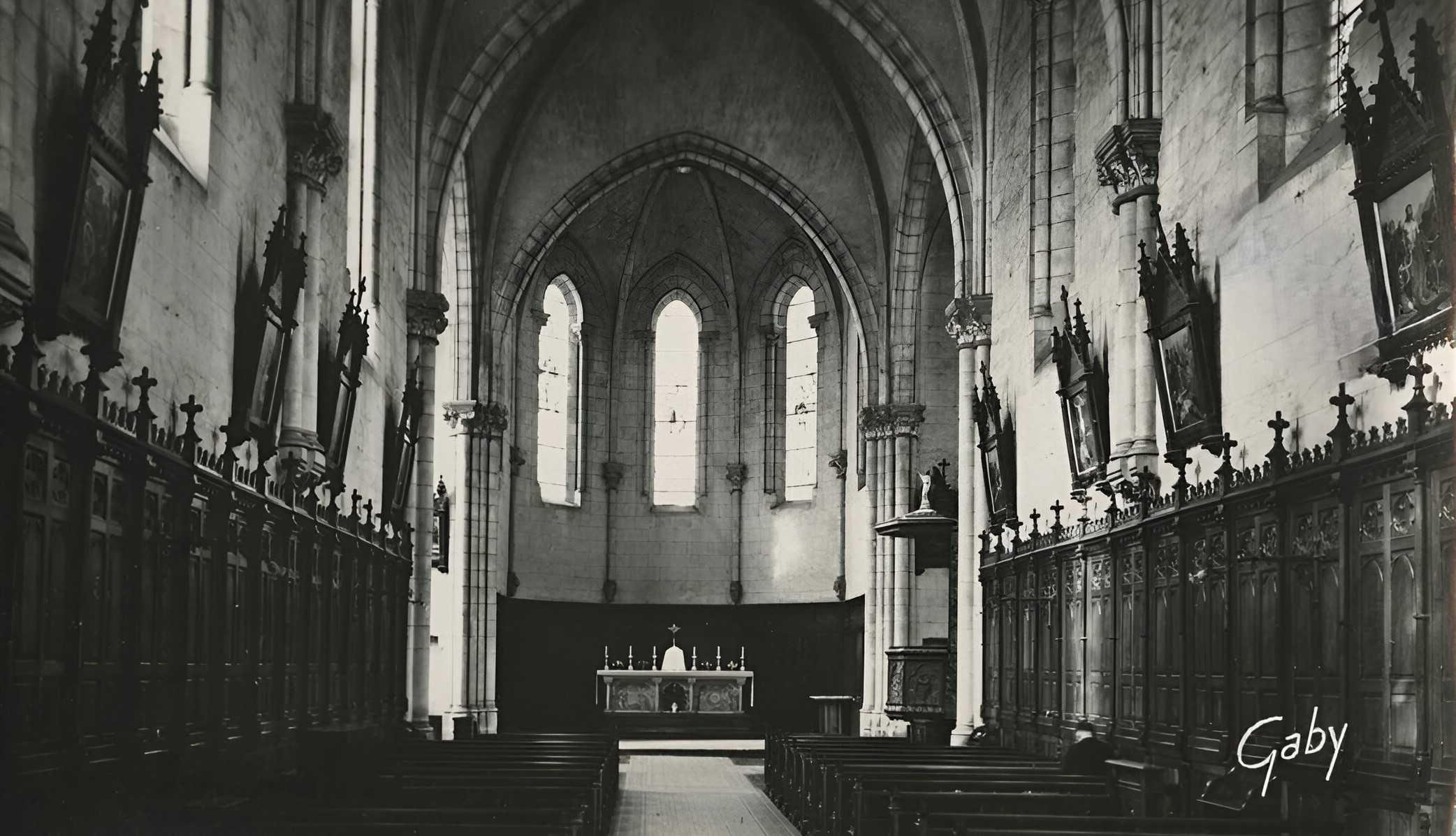
Chapelle du grand séminaire.